# スタディオ・ヴィア・デル・マーレ
スタディオ・ヴィア・デル・マーレ（Stadio Via del Mare）は、イタリア、レッチェにある陸上競技場である。USレッチェがホームスタジアムとして使用している。収容人数は33,876人。

## 概要
1990 FIFAワールドカップの会場候補として挙げられていたが、結局は同じプーリア州にあるバーリのスタディオ・サン・ニコラが会場となった。